# Тайбет-эль-Имам
Тайбет-эль-Имам (араб. طيبة الإمام‎) — город на северо-западе Сирии, расположенный в нахии Суран, района Хама одноимённой мухафазы.

## География
Город располагается к востоку от Мухрады и Халфаи, к юго-востоку от Латамины, к югу от Мурека, к западу от Сурана, к северу от Кумханы и Хамы.

## Церковь Святых Мучеников

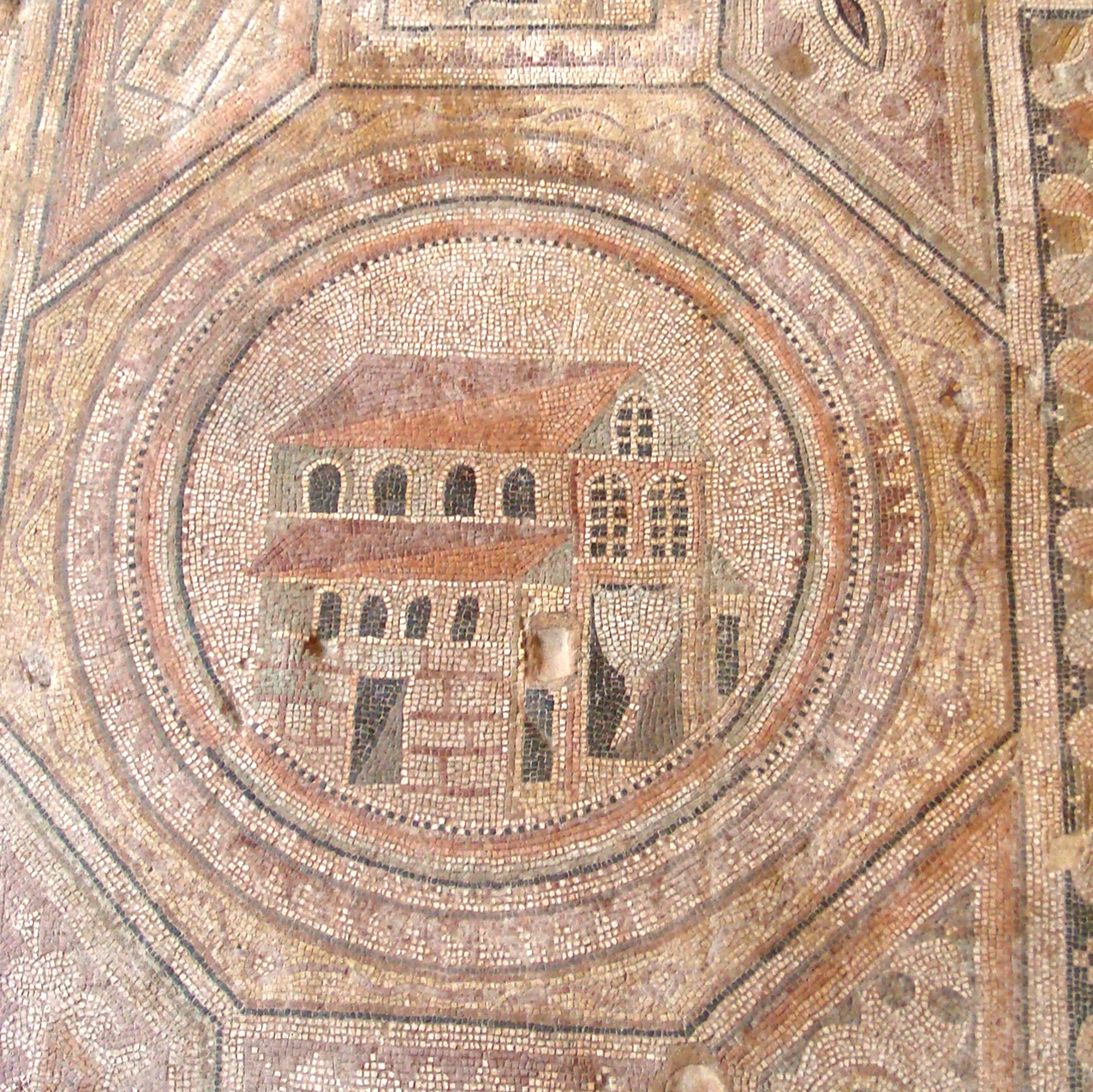
Часть мозаики в Тайбет-эль-Имам

В городе Тайбет-эль-Имам есть Византийская Церковь Святых Мучеников, история которой восходит к 442 году н.э. Церковь, которая теперь служит музеем в центре города, состоит из трех нефов и содержит большую мозаику, находящуюся на полу и покрывающую весь этаж здания. Мозаика была случайно обнаружена в 1985 году во время строительства дороги в городе. В 1987 годом она была раскопана Иорданским Францисканским Археологическим Институтом. Мозаика примечательна как своими размерами, так и тем, что на ней изображены 20 различных типов зданий, в том числе религиозных и гражданских сооружений. Среди других изображений на мозаике, можно заметить сцену Рая, реки Тигр и Евфрат, церкви Иерусалима и Вифлеема, базилику Святого Симеона Столпника и двойные башни Калб-Лоза (последние два находятся на севере Сирии в мухафазах Халеб и Идлиб).